# Viggo Gøtzsche
Carl Viggo Gøtzsche (också känd som C.V. Gøtzsche), född den 15 januari 1833 i Finderup på Jylland, död den 24 juni 1901 i Ribe, var en dansk biskop. Han var son till Henning Christopher Gøtzsche och far till Johannes Gøtzsche. 
Gøtzsche blev student från Slagelse 1849 och teologisk kandidat 1855. Efter att under någon tid ha varit teologisk manuduktor och efter att ha företagit en utlandsresa blev han 1861 kateket i Fredericia och 1868 sognepræst i Sæby och Gershøj på Själland. År 187 vände han tillbaka till Fredericia som sognepræst vid Sankt Michaelis Kirke med annexet Erritsø, en post på vilken han var verksam fram till dess att han 1895 blev biskop i Ribe. Han blev riddare av Dannebrogorden 1888 och mottog Dannebrogsmännens hederstecken 1896.
Gøtzsche kan närmast sägas ha tillhört Indre Mission, men han hörde till dem, som eftersträvar att inte vara partimän, och han arbetade för att de olika folkkyrkliga riktningarna skulle kunna mötas i enighet. Till detta ändamåls främjande utgav han 1867–1868 "Kirkeligt Maanedsblad". Han var författare till Det babyloniske Fangenskab, ti bibelske Foredrag (1883) och Vor Herres Jesu Christi Gjenkomst, Bibellæsninger over Matth. 24. (1888). Han var dessutom medutgivare av Forslag til Fornyelse af Salmebogens rituelle Del, 2:a upplagan (1888).